# Wystawa (Tarnobrzeg)

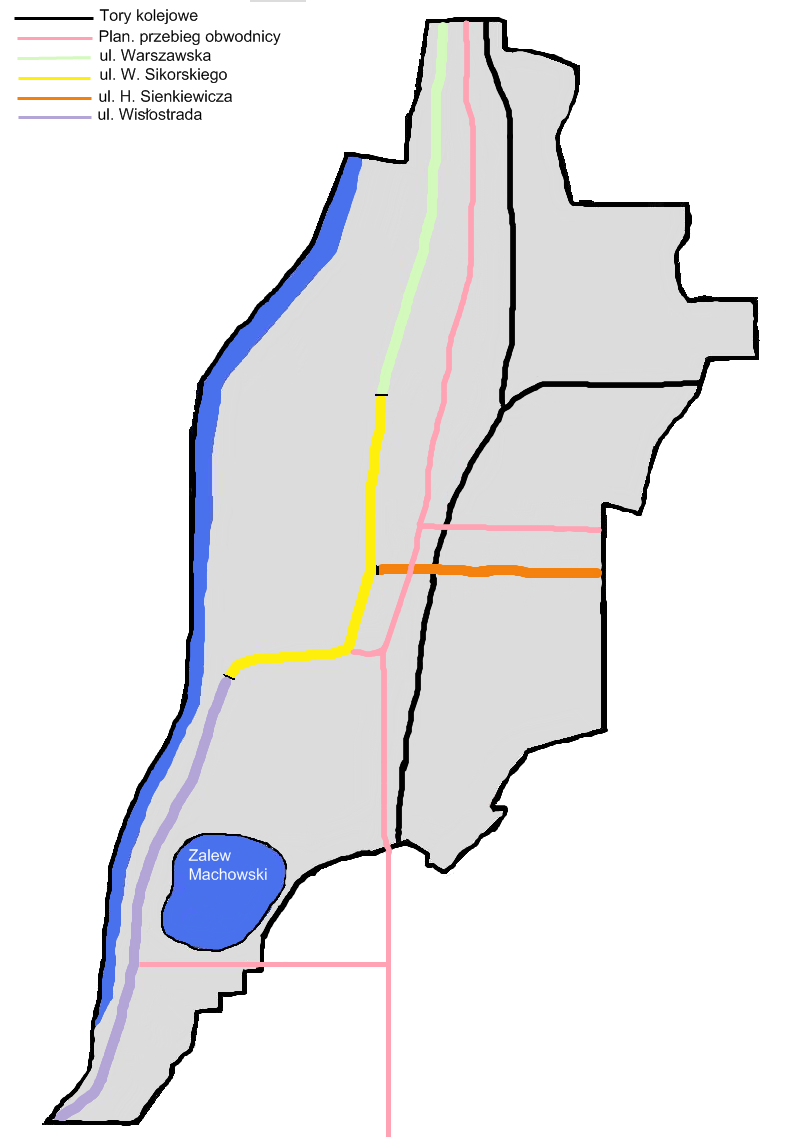

Wystawa – osiedle Tarnobrzega w centralnej części miasta, powstałe na początku XXI wieku. Osiedle wybudowane zostało przez Towarzystwo Budownictwa Społecznego w Tarnobrzegu. Administracyjnie przynależy do osiedla Siarkowiec. Osiedle leży w bezpośrednim sąsiedztwie Serbinowa, blisko znajdującego się na Serbinowie dawnego cmentarza żydowskiego. Na osiedlu znajdują się: supermarket Kaufland, miejski oddział PGNiG, rektorat Państwowej Akademii Nauk Stosowanych w Tarnobrzegu. Nazwa nie ma uzasadnienia historycznego i została – podobnie jak większość nazewnictwa nowego budownictwa w Tarnobrzegu – sztucznie wymyślona. Ulice: Kurasia, Gazowa, Sienkiewicza, 11 Listopada, Fróga.